# فیض‌آباد (آشتیان)
فیض‌آباد روستایی از توابع بخش مرکزی شهرستان آشتیان در استان مرکزی ایران است. این روستا دارای قنات هایی همچون خوش آب، خلدر، حسین گل،قورچی ،شوراب، شورک آباد و ... است. این قنات ها در خارج روستا واقع است.
مردمان این روستا اکثرا به مشاغلی چون کشاورزی و دامداری مشغول می‌باشند و کشاورزی به صورت دیم انجام می‌شود. کشت اغلب مزرعه‌ها گندم می‌باشد و گونه‌های دیگری مانند هندوانه، عدس، نخود، جو، یونجه، بادام نیز جزو محصولات اراضی این روستا می‌باشد.

## جمعیت
این روستا در دهستان سیاوشان قرار دارد و براساس سرشماری مرکز آمار ایران در سال ۱۳۹۵، جمعیت آن ۲۴۹ نفر (۱۰۸ خانوار) بوده‌است.